# Johann Christian Schramm
Johann Christian Schramm (* in Dresden; † 9. April 1796 in Berlin) war königlich-preußischer Kammermusiker und Cembalist am Hof Friedrich II.

## Leben und Wirken
Johann Christian Schramm studierte unter dem Kapellmeister und Organisten Richter in Dresden Musik mit Hauptfach Klavier. Als Carl Philipp Emanuel Bach 1768 von Berlin nach Hamburg wechselte, nahm Schramm dessen Stelle in Berlin ein. Neben dem Dienst in der Oper musste Schramm abwechselnd mit dem Cembalisten Carl Friedrich Christian Fasch Friedrich II. als Hofmusiker zur Verfügung stehen. Der jeweilige Cembalist musizierte dann häufig zusammen mit dem aus Siena stammenden Soprankastraten Giovanni Coli vor dem König. Schramm hat auch komponiert, jedoch wurden keine Werke von ihm gedruckt; nur einige Flötenduette sind als Manuskript überkommen.
Schramm war der Sohn des Dresdener Orgelbauers Tobias Schramm. Er starb am 9. April 1796. Seine Brüder waren ebenfalls als Musiker tätig.